# Aeroporto MacArthur de Long Island
O Aeroporto MacArthur de Long Island (em inglês: Long Island MacArthur Airport) é um aeroporto localizado em Ronkonkoma, em Islip, na ilha de Long Island, no estado de Nova Iorque, nos Estados Unidos.